# Joella Lloyd
Joella Lloyd (ur. 12 kwietnia 2002 w Saint John’s) – antiguańsko-barbudzka lekkoatletka, uczestniczka igrzysk olimpijskich w Tokio i mistrzostw świata w 2022, medalistka mistrzostw NACAC w kategorii wiekowej U-18 i U-20.

## Przebieg kariery
Po raz pierwszy w zawodach międzynarodowych wystąpiła w 2016 roku podczas CARIFTA Games, na nich zdobyła brązowy medal w konkurencji biegu na 100 m (w kategorii wiekowej U-18). Trzy lata później została srebrną medalistką mistrzostw NACAC juniorów młodszych rozgrywanych w meksykańskim Querétaro, w konkurencji biegu na 100 m. W 2021 zaś wystąpiła na mistrzostwach NACAC juniorów, podczas których zdobyła brązowy medal w konkurencji biegu na 100 m i srebrny medal w konkurencji biegu na dystansie 200 m.
Na igrzyskach olimpijskich w Tokio startowała w konkurencji biegu na 100 m. W rundzie przedeliminacyjnej uzyskała czas 11,55 (który dał jej pierwsze miejsce w grupie) a w kolejnej rundzie uzyskała czas 11,54 plasujący ją na 7. miejscu w swojej grupie i 46. miejscu w gronie wszystkich zawodniczek.
W 2022 uczestniczyła w rozgrywanych w Eugene mistrzostwach świata. W konkurencji biegu na 100 m zajęła 4. miejsce w eliminacjach, natomiast w konkurencji biegu na 200 m awansowała do półfinału i uplasowała się tam na 8. miejscu w grupie. W tych samych konkurencjach brała udział w ramach rozgrywanych w Birmingham igrzysk Wspólnoty Narodów – konkurs biegu na 100 m zakończyła w fazie półfinałowej (5. miejsce w grupie) a do konkursu biegu na dwukrotnie większym dystansie (200 m) nie przystąpiła.

## Rekordy życiowe
(stan na 12 stycznia 2025)
- bieg na 100 m – 11,06 (25 maja 2024, Lexington)
- bieg na 200 m – 22,66 (9 czerwca 2022, Eugene)
- bieg na 400 m – 57,38 (4 czerwca 2017, Saint George’s)
- sztafeta 4 × 100 m – 42,42 (11 maja 2024, Gainesville)

Halowe
- bieg na 60 m – 7,15 (27 lutego 2021, Fayetteville)
- bieg na 200 m – 23,38 (28 stycznia 2023, Clemson)
- sztafeta 4 × 400 m – 3:36,15 (29 lutego 2020, College Station)

Źródło: 